# 利奧·費羅貝尼烏斯
利奧·維克托·費羅貝尼烏斯（Leo Viktor Frobenius，1873年6月29日-1938年8月9日）是一位德國民族學家和考古學家，是德國民族學的先驅之一。

## 生平
他出生于柏林的一個普魯士官僚家庭，其父為赫爾曼·費羅貝尼烏斯（Hermann Frobenius），1904年首次前往非洲比屬剛果探險，一戰期間在隨德軍在羅馬尼亞度過，研究斯洛博齊亞戰俘營的戰俘生活。到1918年爲止，他已經遊歷過北非的許多地區，回國後在法蘭克福大學教書，他到非洲探險時繪製的一些作品現在還收藏在大學内，1932年升格為教授，1935年成爲法蘭克福世界文化博物館館長。

## 理論
他受影響於理查德·安德烈和他的導師弗里德里希·拉采尔，1897至1898年間提出文化圈（Kulturkreise）和文化傳播論。他在1904年左右提出了“非洲亞特蘭蒂斯”的概念，認爲現在的非洲社會、文化都源于這個失落的白人文明。1930年代他還宣稱自己找到了可以證實亞特蘭蒂斯存在的證據。

## 外部連接
- Homepage of the Frobenius Institute（页面存档备份，存于）
- Robert Fisk, The German Lawrence of Arabia had much to live up to – and failed（页面存档备份，存于）
- Leo Frobenius în România